# London Croatia
London Croatia je hrvatski nogometni klub iz Kanade osnovan 1961. godine. Član je Hrvatskog nacionalnog nogometnog saveza Kanade i SAD. 
Klub je bio domaćin Hrvatskog nacionalnog nogometnog turnira SAD-a i Kanade 1976., 1990. i 2008. te pobjednik turnira 1997. godine. Klub nastupa u Premier Division WOSL, najvišem rangu natjecanja Zapadnog Ontarija.